# بريت إبهيمير
بريت إبهيمير (بالإنجليزية: Brett Eppehimer)‏ مواليد 28 مايو 1976 في بنسيلفانيا، هو لاعب كرة سلة أمريكي معتزل. بدأ مسيرته الاحترافية في سنة 1999. يبلغ طوله 5 قدم 11 بوصة (1.8 م). اعتزل اللعب في 2006. لعب مع نادي تنريفي لكرة السلة وسكافاتي باسكت.

## روابط خارجية
- بريت إبهيمير على موقع الدوري الأوروبي لكرة السلة (الإنجليزية)
- بريت إبهيمير على موقع كرة السلة الأوروبية.كوم (الإنجليزية)
- بريت إبهيمير على موقع كلية كرة السلة في سبورتس رفرنس.كوم (الإنجليزية)
- بريت إبهيمير على موقع ريلجم (الإنجليزية)
- بريت إبهيمير على موقع بروبوليرز (الإنجليزية)
- بريت إبهيمير على موقع سبورتس رفرنس (الإنجليزية)